# Saison 4 de Parks and Recreation
Chronologie
Saison 3 Saison 5
Cet article présente le guide des épisodes de la quatrième saison la série télévisée américaine Parks and Recreation.

## Généralités
- La saison a été diffusée du 22 septembre 2011 au 8 mai 2012 sur le réseau NBC.
- Au Canada, la saison a été diffusée en simultanée sur le réseau Citytv.

## Distribution

### Acteurs principaux
- Amy Poehler (VF : Valérie Nosrée) : Leslie Knope
- Rashida Jones (VF : Anne Dolan) : Ann Perkins
- Paul Schneider (VF : Philippe Valmont) : Mark Brendanawicz
- Aziz Ansari (VF : Benjamin Gasquet) : Tom Haverford
- Nick Offerman (VF : Bernard Métraux) : Ron Swanson
- Aubrey Plaza (VF : Alice Taurand) : April Ludgate
- Chris Pratt (VF : Franck Lorrain) : Andy Dwyer
- Adam Scott (VF : Alexandre Gillet) : Ben Wyatt
- Rob Lowe (VF : Bruno Choël) : Chris Traeger
- Jim O'Heir (VF : Paul Borne) : Jerry Gergich
- Retta (VF : Coco Noël) : Donna Meagle

### Acteurs récurrents
- Dan Castellaneta (VF : Philippe Peythieu) : Derry Murbles
- Sarah Wright (VF : Anouck Hautbois) : Millicent Gergich
- Tuc Watkins (VF : Jérôme Rebbot) : Pistol Pete
- Paul Rudd (VF : Olivier Chauvel) : Bobby Newport
- Kathryn Hahn (VF : Laura Blanc) : Jennifer Barkley

## Liste des épisodes

### Épisode 1:La rupture
- États-Unis /  Canada : 22 septembre 2011 sur NBC[1] / Citytv
- France :  1er février 2016 sur Canal+ Séries

- États-Unis : 4,11 millions de téléspectateurs[2] (première diffusion)

### Épisode 2:Contrôle fiscal
- États-Unis /  Canada : 29 septembre 2011 sur NBC / Citytv
- France :  1er février 2016 sur Canal+ Séries

- États-Unis : 4,33 millions de téléspectateurs[3] (première diffusion)

### Épisode 3:Une véritable Pawnienne
- États-Unis /  Canada : 6 octobre 2011 sur NBC / Citytv
- France :  1er février 2016 sur Canal+ Séries

- États-Unis : 4,15 millions de téléspectateurs[4] (première diffusion)

### Épisode 4:Les petits rangers
- États-Unis /  Canada : 13 octobre 2011 sur NBC / Citytv
- France :  1er février 2016 sur Canal+ Séries

- États-Unis : 4 millions de téléspectateurs[5] (première diffusion)

### Épisode 5:Fête et défaite
- États-Unis /  Canada : 27 octobre 2011 sur NBC / Citytv
- France :  1er février 2016 sur Canal+ Séries

- États-Unis : 3,9 millions de téléspectateurs[6] (première diffusion)

### Épisode 6:Le jugement de Zorp
- États-Unis /  Canada : 3 novembre 2011 sur NBC / Citytv
- France :  8 février 2016 sur Canal+ Séries

- États-Unis : 4 millions de téléspectateurs[7] (première diffusion)

### Épisode 7:Le traité
- États-Unis /  Canada : 10 novembre 2011 sur NBC / Citytv
- France :  8 février 2016 sur Canal+ Séries

- États-Unis : 3,66 millions de téléspectateurs[8] (première diffusion)

### Épisode 8:Mini parc
- États-Unis /  Canada : 17 novembre 2011 sur NBC / Citytv
- France :  8 février 2016 sur Canal+ Séries

- États-Unis : 3,68 millions de téléspectateurs[9] (première diffusion)

### Épisode 9:Le procès de Leslie Knope
- États-Unis /  Canada : 1er décembre 2011 sur NBC / Citytv
- France :  8 février 2016 sur Canal+ Séries

- États-Unis : 3,69 millions de téléspectateurs[10] (première diffusion)

### Épisode 10:Leslie Knope, citoyenne ordinaire
- États-Unis /  Canada : 8 décembre 2011 sur NBC / Citytv
- France :  8 février 2016 sur Canal+ Séries

- États-Unis : 3,64 millions de téléspectateurs[11] (première diffusion)

### Épisode 11:Une nouvelle équipe de campagne
- États-Unis /  Canada : 12 janvier 2012 sur NBC / Citytv
- France :  15 février 2016 sur Canal+ Séries

- États-Unis : 4,09 millions de téléspectateurs[12] (première diffusion)

### Épisode 12:Publicité négative
- États-Unis /  Canada : 19 janvier 2012 sur NBC / Citytv
- France :  15 février 2016 sur Canal+ Séries

- États-Unis : 4,25 millions de téléspectateurs[13] (première diffusion)

### Épisode 13:La chasse aux électeurs
- États-Unis /  Canada : 26 janvier 2012 sur NBC / Citytv
- France :  15 février 2016 sur Canal+ Séries

- États-Unis : 3,49 millions de téléspectateurs[14] (première diffusion)

### Épisode 14:Opération séduction
- États-Unis /  Canada : 2 février 2012 sur NBC / Citytv
- France :  15 février 2016 sur Canal+ Séries

- États-Unis : 3,6 millions de téléspectateurs[15] (première diffusion)

### Épisode 15:Le retour de Dave
- États-Unis /  Canada : 16 février 2012 sur NBC / Citytv
- France :  22 février 2016 sur Canal+ Séries

- États-Unis : 3,45 millions de téléspectateurs[16] (première diffusion)

### Épisode 16:Seize ans déjà
- États-Unis /  Canada : 23 février 2012 sur NBC / Citytv
- France :  22 février 2016 sur Canal+ Séries

- États-Unis : 3,72 millions de téléspectateurs[17] (première diffusion)

### Épisode 17:Campagne en eaux troubles
- États-Unis /  Canada : 1er mars 2012 sur NBC / Citytv
- France :  22 février 2016 sur Canal+ Séries

- États-Unis : 3,77 millions de téléspectateurs[18] (première diffusion)

### Épisode 18:Coup de bol
- États-Unis /  Canada : 8 mars 2012 sur NBC / Citytv
- France :  22 février 2016 sur Canal+ Séries

- États-Unis : 3,66 millions de téléspectateurs[19] (première diffusion)

### Épisode 19:Dilemme
- États-Unis /  Canada : 19 avril 2012 sur NBC / Citytv
- France :  29 février 2016 sur Canal+ Séries

- États-Unis : 3,46 millions de téléspectateurs[20] (première diffusion)

### Épisode 20:Le Débat
- États-Unis /  Canada : 26 avril 2012 sur NBC / Citytv
- France :  29 février 2016 sur Canal+ Séries

- États-Unis : 3,17 millions de téléspectateurs[21] (première diffusion)

### Épisode 21:La tournée en bus
- États-Unis /  Canada : 3 mai 2012 sur NBC / Citytv
- France :  29 février 2016 sur Canal+ Séries

- États-Unis : 3,26 millions de téléspectateurs[22] (première diffusion)

### Épisode 22:Moment de vérité
- États-Unis /  Canada : 10 mai 2012 sur NBC / Citytv
- France :  29 février 2016 sur Canal+ Séries

- États-Unis : 3,26 millions de téléspectateurs[23] (première diffusion)